# محبوبه عباسقلی‌زاده
محبوبه عباسقلی‌زاده روزنامه‌نگار و عضو حوزه زنان و مدیر مرکز کارورزی سازمان‌های غیردولتی است.

## زندگی
محبوبه عباسقلی‌زاده در سال ۱۳۳۷ خورشیدی، در خرمشهر به دنیا آمد و در دورهٔ تحصیلات ابتدایی به تهران نقل مکان کرد. در سال ۱۳۵۵ تحت تأثیر تعلیمات علی شریعتی به اسلام انقلابی علاقه‌مند شد و در حالی که محصل بود، به فعالیت‌های دانشجویی در انجمن‌های اسلامی رو آورد. در سال ۱۳۵۸ به منظور ادامه تحصیل به مصر رفته و در دانشگاه عین الشمس واقع در شهر قاهره در رشته ادبیات عرب مشغول به تحصیل شد. مقارن با بازگشایی دانشگاه‌ها به ایران بازگشته و در دانشکده الهیات و معارف اسلامی دانشگاه تهران به تحصیل پرداخت و از همان‌جا به نقد متون فقهی و تفسیرهای قرآنی در مورد حقوق زنان علاقه‌مند شد.
عباسقلی‌زاده اولین تجربه‌های روزنامه‌نگاری را با مجلهٔ زن روز در سال ۱۳۶۷ آغاز کرد. مقارن با همین دوره او و گروهی از زنان انقلابی مسلمان که به نقش و موقعیت زنان اعتراض داشتند «گروه مطالعات و بررسی مسائل زنان» را تأسیس کردند. این گروه از بنیان‌گذاران جریان فمینیست‌های مسلمان بود. این تلاش‌ها منجر به انتشار مجلهٔ فرزانه با سردبیری محبوبه عباسقلی‌زاده در سال ۱۳۷۳ گردید و همکاری او با این فصلنامه تا تغییر گرایش‌های فمینیستی او در اوایل دهه هشتاد ادامه داشت. او از خبرنگاران نزدیک به جریان اصلاح‌طلب در ایران شناخته می‌شد.
نتیجهٔ تجربه‌های عملی او در جامعهٔ مدنی نوظهور در اوایل دهه هشتاد، ناامیدی از فمینیسم اسلامی و تمایل به فمینیسم سکولار و فعالیت مدنی بود. در نیمه دوم دهه هشتاد با اوج گرفتن فعالیت‌های کمپین محور جنبش زنان، به همراه جمعی از فعالان شناخته شده، گروه میدان زنان و کمپین‌های گوناگونی نظیر: قانونی بی سنگسار، منشور زنان ایران و… را بنیان گذاشت و به فیلم‌سازی آلترناتیو و پژوهشگری در حوزه جنسیت و جنبش‌های اجتماعی روی آورد.

### بازداشت در سال ۱۳۸۳
عباسقلی‌زاده در ۱۱ آبان ۱۳۸۳ پس از بازگشت از کنفرانس عدالت جهانی اجتماعی لندن، در محل کار خود بازداشت شد. شادی صدر در این پرونده، وکیل او بود. به گفته وکیل او، اتهام وی در این دستگیری «فعالیت تبلیغی علیه نظام» بود. پرونده او در ضمن پرونده موسوم به وبلاگ‌نویسان بود. او در ۱۰ آذر ۱۳۸۳ با قرار وثیقه ۳۰ میلیون تومانی آزاد شد.

### بازداشت در سال ۱۳۸۵
عباسقلی‌زاده در روز ۱۳ اسفند ۱۳۸۵ به همراه ۳۲ تن دیگر از فعالان حقوق زن در تجمعی اعتراضی مقابل دادگاه انقلاب تهران شرکت کرد که در همان‌جا بازداشت شد. او کمتر از ۱ ماه در حبس بود تا آنکه با تودیع وثیقه ۲۵۰ میلیون تومانی آزاد شد. به گفته وکیل وی، نحوه کار و اداره دو مؤسسه تحت مدیریت عباسقلی‌زاده که با شادی صدر مشترکاً اداره می‌شد یکی از موارد این پرونده بود. اتهامات وی در این پرونده «اجتماع و تبانی به قصد برهم زدن امنیت کشور، اخلال در نظم عمومی و تمرد نسبت به مأموران نیروی انتظامی» عنوان شده است.
عباسقلی‌زاده در یادداشتی مدعی شد که در بازجویی‌هایش مجبور شده است تا به داشتن روابط نامشروع اعتراف کند. در تاریخ ۲۵ اسفند ۱۳۸۵ «دفتر مرکز کارورزی» که وی دبیرکل آن است، توسط مأموران دادگاه انقلاب مورد بازرسی قرار گرفته و سپس پلمپ گردید که در اوایل دی ۱۳۸۶ فک پلمپ شد.
در مهرماه ۱۳۸۶ خبرهایی از احضار عباسقلی‌زاده به دادسرا برای بررسی پرونده منتشر شد.

### بازداشت در سال ۱۳۸۸
عباسقلی‌زاده در ۳۰ بهمن ۱۳۸۸ در حالی که توسط جمعی دیگر از دوستان در حال عزیمت به قم برای شرکت در تشیع جنازه حسینعلی منتظری بودند، بازداشت شد. گفته شده که او به همراه تنی چند از فعالان مدنی و سیاسی با اتوبوس در حال حرکت به سمت قم بودند که اتوبوس توسط نیروهای امنیتی جمهوری اسلامی متوقف و محبوبه عباسقلی زاده، شیوا نظرآهاری و کوهیار گودرزی بازداشت شدند. پیشتر توسط وزارت اطلاعات به این افراد اعلام شده بود که شرکت در تشیع جنازه منتظری برای آنان ممنوع است. یک روز بعد، وی از بازداشتگاه آزاد شد.

### مهاجرت از ایران
هم‌زمان با اوج گرفتن مبارزات مردمی، از سال ۱۳۸۹ و سرکوب‌های دولتی پس از وقایع عاشورای ۱۳۸۹؛ محبوبه عباسقلی‌زاده بر اثر فشارهای سیاسی و امنیتی، اجباراً به خارج از کشور مهاجرت کرد. او در ابتدا به آلمان سفر کرد. وی در آذر ۱۳۸۹ در تحصنی در مقابل دفتر سازمان ملل در ژنو حاضر شد. او در ژانویه ۲۰۱۲ تلویزیون اینترنتی زنان تی‌وی را هم‌زمان با جنبش اشغال افتتاح کرد.

### محکومیت در دادگاه
در پی تشکیل پرونده او در مربوط به بازداشت سال ۱۳۸۵ او، دادگاهی در ۱۸ اردیبهشت ۱۳۸۹ علیه او تشکیل شد که به صورت غیابی برگزار شد. در این دادگاه، که در شعبه ۲۶ دادگاه انقلاب به ریاست «قاضی پیرعباسی» برگزار شد؛ عباسقلی‌زاده به اتهام «اقدام علیه امنیت کشور از طریق اجتماع و تبانی به قصد برهم زدن امنیت عمومی» و همچنین «اخلال در نظم عمومی و تمرد در برابر مأموران» به تحمل دو سال و نیم زندان و ۳۰ ضربه شلاق محکوم شد. رسیدگی به این پرونده در دادیاری ویژه امنیت برگزار شد.

## آثار
کتاب چرا فرزانه؟ و فیلم زنان در بند از آثار ماندگار اوست.

## جوایز
- جایزه آزادی بیان و مطبوعات «یوهان فیلیپ پالم» در شهر اشتوتگارت در آلمان[۱][۵][۱۲]

## برای مطالعهٔ بیشتر
- رضا جمالی. «جایزه آزادی بیان اشتوتگارت به محبوبه عباسقلی‌زاده رسید».
- «پرونده‌های مدافعان حقوق برابر…». بایگانی‌شده از اصلی در ۳ فوریه ۲۰۱۴. دریافت‌شده در ۲۷ اوت ۲۰۱۰.
- "German press freedom award for Mexican journalist and Iranian activist" (به انگلیسی).
- مشارکت‌کنندگان ویکی‌پدیا. «Mahboubeh Abbasgholizadeh». در دانشنامهٔ ویکی‌پدیای انگلیسی، بازبینی‌شده در ۲۹ ژانویه ۲۰۱۴.
- https://www.youtube.com/watch?v=EkKY_URyVE0